# 孫孝宗
孙孝宗（1874年—？）字咸庭，山东栖霞县人。清末民初政治人物。

## 生平
孙孝宗在清朝以拔贡改选直隶州州判。不久，他入北京国立大学文科学习。毕业后，他历任盖平劝学所总董，奉天文学专门学校经学教员，甲种高校校长。1912年，他任中华民国北京临时参议院议员。1918年，他任国会众议院议员。1921年任庄河县知事。